# René Armand Le Vasseur de Villeblanche
René Armand Le Vasseur, comte de Villeblanche, né à Rochefort le 11 décembre 1749 et mort à Paris le 26 août 1830, est un officier de marine et homme politique français.

## Biographie

### Enfance et famille
René Armand Le Vasseur de Villeblanche est le fils de Louis Armand Le Vasseur de Villeblanche, commissaire général et ordonnateur de la Marine de Rochefort, et de Marie Françoise de La Ville (remariée à Charles-Auguste Levassor de La Touche-Tréville), ainsi que le neveu de René-Nicolas Levasseur.
En 1782, il épouse à Paris Charlotte Madelaine Louise de Pernet, née à Saint-Domingue en 1766. Le couple a deux enfants : le 7 juillet 1784, Armand Levasseur de Villeblanche, futur auditeur au Conseil d’État, nommé par Napoléon intendant du gouvernement de Smolensk, et mort le 16 novembre 1812 pendant la bataille de Krasnoï ; le 12 juillet 1787, une fille prénommée Auguste Monique Hermine.
En 1790, un an après la mort de son épouse, il fait paraître chez Jean Baptiste Léopold Désormery un recueil de quatre sonates pour le piano-forte ou le clavecin qu'elle avait composées,. 
Remarié à Irènée Julie Constance Le Breton de Vannoise, il est le beau-père de Gustave Delahante.

### Parcours
Engagé de bonne heure dans la marine royale, il devient major de vaisseau au département de Brest, puis capitaine de la 1re compagnie des bombardiers de Rochefort et chevalier de Saint-Louis.
Il est élu, le 2 avril 1789, député suppléant aux États généraux par la colonie de Saint-Domingue, et est admis à siéger, le 20 avril 1790, en remplacement de Pierre André François Viau de Thébaudières, démissionnaire. Il se montre hostile à la Révolution, écrit à l'Assemblée pour déclarer qu'il croit devoir s'abstenir d'assister aux séances, et prête néanmoins le nouveau serment après la fuite du roi. 
Capitaine de vaisseau, il émigre après la session.
Levasseur de Villeblanche est promu contre-amiral en 1814, puis Vice-amiral en 1820.